# ATSV Mutschelbach
Der ATSV Mutschelbach (offiziell: Arbeiter-, Turn- und Sportverein 1904 Mutschelbach e. V. ) ist ein Sportverein aus dem Karlsbader Stadtteil Mutschelbach im Landkreis Karlsruhe. Die erste Fußballmannschaft spielte von 2022 bis 2024 in der Oberliga Baden-Württemberg.

## Geschichte
Der Verein wurde im Jahre 1904 als Turnverein Untermutschelbach gegründet und trat im Jahre 1912 dem Arbeiter-Turn- und Sportbund bei. Mit der Machtübernahme der Nationalsozialisten im Jahre 1933 wurde der Verein verboten und aufgelöst, wirkte aber unter einem anderen, nicht bekannten Namen weiter. Am 8. März 1947 erfolgte die Neugründung unter dem heutigen Namen. Neben Fußball verfügt der ATSV Mutschelbach noch über eine „Jedermänner“-Abteilung, eine Alte-Herren-Abteilung, eine Theatergruppe und eine Frauensport- und Freizeitgruppe. Früher gab es eine Damengymnastikgruppe, die sich im Jahre 1983 als Gymnastiktreff Mutschelbach vom ATSV abspaltete.
Die Fußballabteilung wurde im Jahre 1948 gegründet. Diese spielte jahrzehntelang lediglich auf Kreisebene und schaffte im Jahre 1980 erstmals den Aufstieg in die Bezirksliga, die vier Jahre lang gehalten werden konnte. Es sollte bis ins Jahr 2002 dauern, ehe der ATSV Mutschelbach erneut in die Bezirksliga aufsteigen konnte. Nach nur einem Jahr ging es wieder runter in die Kreisliga A. 2006 folgte der Abstieg in die Kreisklasse A, wo Anfang der 2010er der sportliche Aufschwung startete. Nach zwei Aufstiegen in Folge erreichte der Verein 2014 die Landesliga Mittelbaden. Dort wurden die Mutschelbacher zwei Jahre später Vizemeister hinter dem TuS Bilfingen. In der Relegation zur Verbandsliga Baden setzte sich der ATSV zunächst mit 5:0 gegen den FC Schloßau durch, verpasste dann aber nach einer 1:2-Niederlage gegen Fortuna Heddesheim den Aufstieg.
Zwei Jahre später gelang dann als Meister der Aufstieg in die Verbandsliga Baden. Nach vier Spielzeiten im badischen Oberhaus folgte dann im Jahre 2022 der Aufstieg in die Oberliga Baden-Württemberg. In der Saison 2022/23 hielt Mutschelbach als Tabellenfünfter die Klasse. In der Saison 2023/24 stand das Team wenige Spieltage vor Saisonende knapp oberhalb der Abstiegsränge, als bekannt wurde, dass der Verein zur folgenden Saison keine Lizenz für die Oberliga beantragt hat und daher am Ende der Saison 2023/24 aus der Oberliga ausscheiden wird.

## Erfolge
- Meister der Verbandsliga Baden: 2022